# قائمة حدائق مصر
قائمة تضم حدائق مصر التي تتعدى مساحتها فدان واحد = 4200 متر تقريباً.

## القائمة
| الاسم                                 | الصورة         | الموقع                                | تاريخ التأسيس  | المساحة        | الوصف          |
| محافظة القاهرة                        | محافظة القاهرة | محافظة القاهرة                        | محافظة القاهرة | محافظة القاهرة | محافظة القاهرة |
| ------------------------------------- | -------------- | ------------------------------------- | -------------- | -------------- | -------------- |
| حديقة تلال الفسطاط                    |                | عين الصيرة                            |                |                |                |
| حديقة الأزهر                          |                | شارع صلاح سالم                        | 2005           |                |                |
| الحديقة اليابانية                     |                | حلوان                                 | 1919           |                |                |
| الحديقة الدولية                       |                | شارع عباس العقاد - مدينة نصر          |                |                |                |
| حديقة الأزبكية                        |                |                                       |                | 1784181م²      | [ 1 ]          |
| حديقة المريلاند                       |                | مصر الجديدة                           |                |                |                |
| حديقة الأسرة                          |                | القاهرة الجديدة                       |                |                | [ 2 ]          |
| حديقة الأسماك                         |                | الزمالك                               |                |                |                |
| حديقة الأندلس                         |                | الزمالك                               |                | 8400م²         | [ 3 ] [ 4 ]    |
| حديقة الحرية                          |                | الزمالك                               |                | 291236م²       | [ 1 ]          |
| حديقة المسلة                          |                | الزمالك                               |                | 16465م²        | [ 1 ]          |
| حديقة النهر                           |                | الزمالك                               |                | 36806م²        | [ 1 ]          |
| حديقة الجزيرة                         |                | الزمالك                               |                | 825380م²       | [ 1 ]          |
| حديقة العبور                          |                | الزمالك                               |                | 39842م²        | [ 1 ]          |
| محافظة الجيزة                         |                |                                       |                |                |                |
| حديقة حيوان الجيزة                    |                | شارل ديجول                            | 1891           |                | [ 5 ]          |
| حديقة الأورمان                        |                | بين جامعة القاهرة وحديقة حيوان الجيزة |                |                |                |
| القرية الفرعونية                      |                | شارع البحر الأعظم                     |                |                |                |
| سفاري بارك                            |                | المهندسين                             | 2013           |                |                |
| حديقة الشيخ زايد                      |                | مدينة الشيخ زايد                      | 2020           |                |                |
| محافظة الإسكندرية                     |                |                                       |                |                |                |
| حديقة حيوان الإسكندرية                |                |                                       |                |                |                |
| حدائق أنطونيادس                       |                |                                       |                |                |                |
| حدائق الشلالات                        |                |                                       |                |                |                |
| حدائق المنتزه                         |                |                                       |                |                |                |
| الحديقة الدولية                       |                |                                       |                |                |                |
| أفريكانو بارك                         |                | طريق القاهرة - الإسكندرية الصحراوي    |                |                |                |
| محافظة الدقهلية                       |                |                                       |                |                |                |
| حديقة حيوان المنصورة                  |                | المنصورة                              |                |                |                |
| محافظة بني سويف                       |                |                                       |                |                |                |
| حديقة حيوان بني سويف                  |                |                                       |                |                |                |
| محافظة الفيوم                         |                |                                       |                |                |                |
| حديقة حيوان الفيوم                    |                |                                       |                |                |                |
| محافظة أسيوط                          |                |                                       |                |                |                |
| حديقة حيوان أبو تيج                   | أبو تيج        |                                       |                |                |                |
| محافظة الشرقية                        |                |                                       |                |                |                |
| حديقة حيوان الزقازيق                  | الزقازيق       |                                       |                |                |                |
| محافظة كفر الشيخ                      |                |                                       |                |                |                |
| حديقة حيوان كفر الشيخ                 |                |                                       |                |                |                |
| حديقة الصفا                           |                | دسوق                                  |                | ستة أفدنة      |                |
| حديقة الأسرة والطفولة                 |                | دسوق                                  |                | 4 فدان         |                |
| حديقة أم القرى                        |                | دسوق                                  |                | 2 فدان         |                |
| محافظة الغربية                        |                |                                       |                |                |                |
| حديقة حيوان طنطا (حديقة الأندلس)      |                |                                       |                | 14 فدان        | [ 6 ]          |
| محافظة جنوب سيناء                     |                |                                       |                |                |                |
| حديقة السلام (حديقة النباتات الدولية) | شرم الشيخ      |                                       |                | 33 فدان        |                |
| محافظة شمال سيناء                     |                |                                       |                |                |                |
| حديقة حيوان العريش                    | العريش         |                                       |                |                |                |
| محافظة بورسعيد                        |                |                                       |                |                |                |
| الحديقة الدولية                       |                |                                       |                | 8 أفدنة        |                |
| حديقة السلام                          |                |                                       |                | 10073م²        |                |
| حديقة الشاطئ                          |                |                                       |                | 11550م²        |                |
| حديقة الفرما                          |                |                                       |                | 12469.4م²      |                |
| حديقة المسلة (الشهداء)                |                |                                       |                | 34610م²        |                |
| حديقة جمال عبد الناصر                 |                |                                       |                | 5000م²         |                |
| حديقة سعد زغلول                       |                |                                       |                | 11800م²        |                |
| حديقة فريال                           |                |                                       |                | 21904م²        |                |
| حديقة مبارك                           |                |                                       |                | 8 أفدنة        |                |
| حديقة التاريخ                         |                |                                       |                | 9020.35م²      |                |

## القاهرة الكبرى
- حدائق القناطر الخيرية القليوبية
- حديقة الأمل الزاوية الحمراء - القاهرة
- حديقة العروبة العباسية - القاهرة
- حديقة ابن سندر حدائق القبة - القاهرة
- حديقة جسر السويس مصر الجديدة
- حديقة الوايلي العباسية - القاهرة
- حديقة النيل الجيزة
- حديقة دار العلوم القصر العيني - القاهرة

## حدائق مشهورة

### حدائق نباتية معترف بها من وزارة الزراعة

#### القاهرة
- حديقة الزهرية

مساحتها 8 acres حاليا تأسست في أواخر القرن 19 وضمت إلى وزارة الزراعة عام 1917 ويوجد بها عدد من الصوب الزجاجية والأنواع النباتية النادرة.
- حديقة قصر القبة

### حدائق نباتية غير معترف بها من وزارة الزراعة

#### القاهرة الكبرى
منطقة القاهرة الكبرى تشمل محافظة القاهرة (مقسمة هنا جغرافياً وليس تبعاً للأحياء الإدارية) وأجزاء من محافظة الجيزة ومحافظة القليوبية.

##### المنطقة الشمالية بمحافظة القاهرة

###### منطقة القليوبية في القاهرة الكبرى
- حدائق القناطر الخيرية
- حديقة دمنهور بشبرا الخيمة قرب مرور شبرا الخيمة
- حديقة القوات المسلحة ببهتيم أمام محطة محولات الكهرباء

###### منطقة العباسية والوايلي والزاوية
- حدائق عامة مشهورة
  - حديقة مسجد القبة الفداوية بالعباسية
  - حديقة عرب المحمدي بالعباسية بجوار كلية طب عين شمس
  - حديقة العباسية بجوار كلية طب عين شمس ومسجد النور بالعباسية
  - حديقة الفردوس قرب ميدا الفردوس بالعباسية
  - حديقة معهد الدومينيكان للدراسات الشرقية IDEO شارع مصنع الطرابيش بالعباسية أمام الجامعة العمالية
  - حديقة كلية هندسة عين شمس بمنطقة عبدة باشا بالعباسية
  - حديقة مسجد الوحدة بالعباسية أمام مستشفى الدمرداش
  - حديقة شارع أحمد لطفي السيد بعد مساكن أعضاء هيئة تدريس جامعة عين شمس وخلف الكاتدرائية المرقصية بالعباسية
  - حديقة مستشفى الدمرداش بجوار سكن أطباء مستشفيات جامعة عين شمس بالعباسية
  - حديقة مبرة طلعت حرب بجوار معهد القلب بالعباسية
- الحدائق العامة بحى الوايلى  اسم الحديقة المساحة م2
  - حديقة القبة الفداوية 8400 م2
- الحدائق العامة بحى الزاوية  اسم الحديقة المساحة م2
  - حدائق العاشر من رمضان 17000 م2
  - حديقة الأمل 8000 م2
  - حديقة الأميرية 7500 م2
- الحدائق العامة بحى الشرابية  اسم الحديقة المساحة م2

###### منطقة عين شمس والزيتون والمطرية والأميرية وسراي القبة
- حدائق عامة مشهورة
  - حديقة المسلة الفرعونية بحي المطرية تحتوى على أقدم مسلة في مصر التي صنعها سنوسرت الأول في مدينة هليوبوليس القديمة.
  - حديقة ابن سندر بميدان ابن سندر بحي الزيتون وسراي القبة
  - حديقة شادر السمك بشارع بورسعيد
  - حديقة عمر المختار بشارع عمر المختار بحي المطرية والأميرية
  - حديقة مساكن عين شمس خلف مستشفى مصر الجديدة العسكري بمنطقة عين شمس
  - حديقة ميدان ابن الحكم بجوار إدارة التجنيد - تابعة لإدراة النوادي والحدائق والفنادق بوزارة الدفاع
  - حديقة سنترال سراي القبة أمام قصر الطاهرة
  - حديقة مشتل حي عين شمس
  - حديقة بدر بشارع جسر السويس منطقة الجراج
  - حديقة الجمهورية بمساكن عين شمس
  - حديقة عرب الجسر بجسر السويس أمام سور نادي الشمس
- حي السلام أول  اسم الحديقة المساحة م2
  - حديقة مكتبة الطفل 16000 م2
  - حديقة التجاريين 16000 م2
  - حديقة زهرة السلام 10000 م2
- حي السلام ثان   اسم الحديقة المساحة م2
  - حديقة النهضة 21000 م2
  - الهــــــلال الأحمــــر 5 أفدنة حديقة عامة بدون رسوم
  - حديقـــــــة الطفـــــل 1,5 فدان حديقة عامة بدون رسوم
  - حديقـة العبـد 1300 2 فدان بالجهـــــــــــــود الذاتية
  - حديقــــة المحمودية 800 1 فدان بالجهــــــود الذاتيـــــــة
  - حديقــــة المحمودية 920 2 فدان
- حي المرج 
  - حديقة شارع الشهيد 6000 م2
  - حديقة ش الفيروز مزلقان العشرين 4500 م2
  - حديقة شارع طلمبات الخزان 5500 م2
- حي المطرية 
  - حديقة البلسم شجرة مريم - المطرية 6500 م2
  - حديقة الشيماء - المطرية 4200 م2
- حي عين شمس 
  - حديقة مدينة الزهراء - مدينة الزهراء 26000م2
  - حديقة ميدان ارجواى - الالف مسكن 8400م2
  - حديقة الجزيرة الوسطى - ش جسر السويس ( جزر) 21000م2
  - حديقة عزيز المصري - ش عزيز المصري 7500م2
  - حديقة عين شمس - احلال عين شمس 8400م2
  - حديقة أم الإبطال - ش 6 أكتوبر 5000م2
- الحدائق بحي الزيتون 
  - الحدائق المتخصصة بحي الزيتون 
    - ابن سندر شارع عزيز المصري 18000 م2
- الحدائق العامة بحى حدائق القبة 
  - دير الملاك 7275 م2
  - ربع شمال القصر 6630 م2
  - ربع الوسط 5400 م2

###### منطقة شبرا والساحل وشبرا الخيمة وروض الفرج
- حدائق عامة مشهورة
  - حديقة روضة النيل بشارع كورنيش النيل بمطقة روض الفرج
  - حديقة أغاخان أمام أبراج أغاخان وعند بداية ترعة الإسماعيلية من نهر النيل
  - حديقة روض الفرج بجوار سنترال روض الفرج وقصر الثقافة
  - حديقة جزيرة بدران بجزيرة بدران
- الحدائق والمسطحات الخضراء بحي روض الفرج 
  - إدارة التربية والتعليم عامة 21000 م2
  - شارع كونيش النيل عامة 4670 م2
  - الحدائق المتخصصة بحي روض الفرج 
    - حديقة روضة النيل - كورنيش النيل- روض الفرج 10500 م2
    - حديقة سوزان مبارك - سوق روض الفرج 42000 م2
- الحدائق بحى شبرا 
  - الحدائق بالجهود الذاتية بحى شبرا 
    - إجمالي المساحة الخضراء 7115م2
- الحدائق العامة بحى الساحل 
  - حديقة الشيشيني أ، ب 6500 م2
  - حديقة اليازجي 6500 م2
  - فيكتوريا والخندق 6000 م2
  - حديقة الخلفاوي وسينما مودرن 6000 م2
  - الحدائق المتخصصة بحي الساحل 
    - اغاخان أغاخان الساحل 29400 م2
    - حديقة الترعة البولاقية شارع الترعة البولاقية 57182 م2

##### المنطقة الجنوبية بمحافظة القاهرة

###### منطقة جزيرة منيل الروضة
- حديقة قصر محمد على بالمنيل
- حديقة النيل بجزيرة منيل الروضة بمصر القديمة
- حديقة أم كلثوم بجوار نادي أعضاء هيئة تدريس جامعة القاهرة خلف مستشفيات جامعة القاهرة
- حديقة أحمد رامي قرب مدرسة النصر وإدراة مصر القديمة التعليمية
- حديقة النصر قرب مدرسة النصر وإدراة مصر القديمة التعليمية

###### منطقة الأزهر
- حديقة باب الوزير بالمدافن قرب حديقة الأزهر

حي وسط القاهرة 
حي غرب 

###### =حي بولاق=
- - الكورنيش 4800 م2

حي الموسكي =======
- الحدائق العامة بحى الموسكى 
  - حديقة العتبة 7500 م2

###### =حي عابدين=
- - حديقة ميدان الجمهورية 9860 م2
  - حديقة الشيخ ريحان 4410 م2

حي منشأة ناصر 
- - حديقة العرب والبطئ - منشأة ناصر 4500 م2

حي باب الشعرية 
- الحدائق العامة بحى السيدة زينب  
  - حديقة فم الخليج 4200 م2
  - حديقة مجرى العيون 18900 م2
  - دار العلوم شارع الشيخ علي يوسف 10000 م2
  - ضريح سعد زغلول امام وزارة التربية والتعليم 6300 م2
  - حديقة دار العلوم ش المبتديان 178423 م2
- الحدائق العامة بحى مصر القديمة 
  - قصر الشمع 1 8400 م2
  - قصر الشمع 2 9100 م2
  - حديقة المرور 8200 م2
  - حديقة أبو السعود 10900 م2
  - صلاح سالم 1 5000 م2
  - صلاح سالم 2 6000 م2
  - المكتبة 5400 م2
  - حديقة الكيماويات 10400 م2
  - حديقة الفسطاط 1050000 م2
  - حديقة جامع عمرو بن العاص 58800 م2
- الحدائق المتخصصة بحي مصر القديمة 
  - ام كلثوم بجوار كوبري الجامعة 16000 م2
  - النصر شارع عبد العزيز آل سعود 4200 م2
  - حديقة أحمد رامي 1 شارع عبد العزيز آل سعود _المنيل 4300 م2
  - حديقة أحمد رامي 2 شارع عبد العزيز آل سعود_ المنيل 4200 م2

حي دار السلام 
حي التبين 
- - شارع الصفا والمروة 7000 م2
  - ش الإسكان 9000 م2
  - المطاحن 9000 م2
  - كهرباء التبين 4920 م2
  - ش الكورنيش (عصفور 1) 4730 م2
  - الحراريات القديمة 4949 م2
  - ش الصلب (محطة المياه 1) 4620 م2
  - معهد الدراسات المعدنية 4498 م2
  - ترعة الخشاب 9000 م2

الحدائق العامة بحى حلوان 
- - الزهور 16000 م2
  - المصانع 12000 م2
  - الغبور 8000 م2
  - عرب راشد 8000 م2
  - الفردوس 10000 م2
  - الطفل 12000 م2
  - التوحيد 6000 م2
  - البوسطة 6000 م2
  - الاتوستراد 16000 م2
  - الزلزال 12000 م2
  - امتداد زكى 8000 م2

الحدائق العامة بحى المعادى طره 
- - كورنيش طرة أ 84000 م2
  - كورنيش طرة ب 22000 م2
  - حديقة ترعة الخشاب 28000 م2
  - حديقة الأبطال 8000 م2
  - حدائق شارع 105 20000 م2
  - حديقة أعلى نفق الزهراء 5000 م2
  - حديقة الزهراء 5000 م2
  - حدائق شارع الحدائق 8000 م2
  - النهر الخالد 2 5000 م2

الحدائق العامة بحى البساتين 
- - حديقة المسلة خلف زهراء المعادي 6300 م2
  - حديقة الغابة طريق الأوتوستراد 12600 م2
  - حديقة المدرسة التجريبية 6300 م2
  - حديقة الأوتوستراد مع الدائري 10500 م2
  - حديقة بطريق الأوتوستراد 5250 م2
  - حديقة منزل كوبري الدائري 33600 م2
  - حديقة مثلث الأوتوستراد 8400 م2
  - حديقة شارع 306 10500 م2
  - حديقة البستان مغلقة 50400 م2
  - حديقة شارع 250 4200 م2
  - حديقة صقر قريش المشروع الكندي 25312 م2

الحدائق العامة بحى الخليفة 
- - ميدان السيدة نفيسة 7400 م2
  - حديقة النخيل 9450 م2
  - حديقة الاباجية 13650 م2
  - حدائق مدخل المقطم 4200 م2
  - حدائق ميدان القلعة 7200 م2

حدائق عامة 
- - صلاح الدين 8500 م2
  - حديقة الكرز 10500 م2
  - إسحق يعقوب الكبير 45000 م2
  - إسحق يعقوب الصغير 45000 م2
  - حديقة القطان 45000 م2
  - حديقة جوهر 45000 م2
  - حديقة البنزينة 45000 م2
  - حديقة عبد المنعم حافظ 45000 م2
  - حديقة كفر الدوار 25200 م2
  - حديقة حفيظة 25200 م2
  - نافورة روكسي 4200 م2
  - مربع الحي الخامس 4200 م2
  - ألماظة 50000 م2
  - مقر الرئاسة 84000 م2

الحدائق العامة بحى النزهة 
- - حديقة ش المشير أحمد إسماعيل خلف مستشفى النزهة الدولي 10500 م2
  - حديقة السندباد 14700 م2
  - حديقة السلام 4200 م2
  - حديقة سلاح التلميذ 14700 م2
  - حديقة مربعات مصر للتعمير 12600 م2
  - حديقة نقطة شرطة الشيراتون 4200 م2
  - حدائق مربعات النزهة الجديدة وعددها 8 37800 م2
  - حديقة متحف الطفل 58800 م2
  - حديقة المشربية 18900 م2

الحدائق العامة بحى غرب مدينة نصر 
- - حديقة عبد الله العربي 8400 م2
  - حديقة مربع 30 4200 م2
  - حديقة الخليفة القاهر 22050 م2
  - حديقة الخليفة الظافر 21200 م2
  - حديقة المخيم الدائم 12600 م2
  - حديقة امتداد رمسيس 7760 م2
  - حديقة الشركات 4400 م2
  - حديقة غرب المنصة 16000 م1
  - حديقة يوسف عباس 6050 م2
  - حدائق طريق النصر 13130 م2
  - حديقة بحري الاستاد 38500 م2
  - حديقة بستان الزيتون 92400

##### المنطقة الغربية بمحافظة القاهرة
- حدائق الزهرية بجزيرة الزمالك
- حديقة محافظة القاهرة بجزيرة الزمالك
- حديقة دار الأوبرا المصرية بجزيرة الزمالك وبها مسرح مفتوح
- حديقة الخالدين أمام متحف الحضارة المصري ودار الأوبرا المصرية بجزيرة الزمالك
- حديقة متحف محمود مختار بجزيرة الزمالك وبها عرض متحفي مفتوح لأعمال محمود مختار
- حديقة نادي الجزيرة بجزيرة الزمالك
- حديقة مركز شباب الجزيرة بجزيرة الزمالك
- حديقة مسجد الزمالك بالقرب من ساقية الصاوي الثقافية

##### الجيزة
- حديقة المتحف الزراعى بالدقى
- حديقة ميدان المساحة بالدقي
- حديقة طلعت حرب بإمبابة أمام معهد السمع والكلام
- حديقة النيل بالوراق الوراق بر الجيزة
- حديقة جزيرة الكرفسي مابين جزيرة الوراق ومأخذ ترعة الإسماعيلية من النيل عند أبراج أغاخان وأمام كلية زراعة عين شمس (قصر محمد علي بشبرا سابقاً
- حديقة ومكتبة 6 أكتوبر بالدقي قرب منزل العجوزة من كبري 6 أكتوبر
- حديقة البويهي والمكتبة العامة بالمنيرة الغربية - الوراق
- حديقة ميدان مصطفى محمود بالمهندسين
- حديقة ميدان ابن عفان بالدقي
- حديقة ميدان عمان بالدقي
- حديقة أحمد عرابي شارع أحمد عرابي
- حديقة ميدان الجيزة

#### حدائق نباتية خاصة
- حديقة هسبيريدس Gardens of the Hesperides في بالصف - الجيزة وهي حديقة نباتية خاصة أسسها في أواخر القرن 19 وأوائل القرن 20 السويسرى ألفريد بريتشر Alfred Bircher وهي تعتبر من أفضل الحدائق في مصر من حيث عدد أنواعها وبعد وفاة مؤسسها عام 1958 قامت ابنته وردة Warda وزوجها الدكتور بول بليسر Dr. Paul Bleser برعايتها ولكن قدرا هائلا من الصعوبات دفعتهما إلى بيعها عام 1990 وهي الآن في عهدة الدكتور فهمى.
- مزرعة الصبار حديقة متخصصة في أنواع الصبار في طريق مصر الإسكندرية الصحراوي.

#### الأقصر
- حدائق الأقصر العامة بالكرنك

#### الإسماعيلية
- حدائق الملاحة بها أنواع نادرة من الأشجار والنخيل ومساحتها 500 فدان على جانبى ترعة الإسماعيلية وبها ملاعب للتنس وملعب هوكى ونادى جولف
- حدائق بنمرة 6

## حدائق علمية ومجموعات نباتية
- الحديقة النباتية (كلية علوم جامعة عين شمس)
- حديقة قصر القبة (القاهرة)
- حديقة كلية الزراعة بجامعة القاهرة
- حديقة كلية الزراعة بجامعة عين شمس قصر محمد علي بشبرا سابقاً
- حديقة كلية التربية جامعة عين شمس
- حديقة كلية العلوم جامعة عين شمس وحديقة قصر الزعفران (إدراة جامعة عين شمس)
- حديقة كلية العلوم جامعة الإسكندرية